# Tamam Al-Akhal
Tamam Al-Akhal (Jaffa, 1935) (en árabe: تمام الأكحل‎) es una artista y educadora palestina residente en Jordania, una de las primeras mujeres artistas palestinas con formación académica, conocida por su obra pictórica de estilo realista e impresionista. Sus cuadros suelen reflejar imágenes y temas relacionados con su Palestina natal, como el mar Mediterráneo, los mercados locales y la arquitectura tradicional. Al-Akhal ha expresado que su arte transmite un sentimiento de añoranza de su hogar, recordando las escenas de Palestina que conformaron su vida antes de ser expulsada durante la ocupación israelí, la Nakba, de 1948.

## Trayectoria
Al-Akhal nació el 16 de marzo de 1935 en Jaffa, hija de Aref Al Akhal. En 1948, fue a vivir con su familia a un campo de refugiados en Líbano tras la Nakba. Estudió en la Escuela Superior de Bellas Artes de El Cairo.
Al-Akhal ha expuesto en Egipto, Líbano, Jerusalén, Jordania, Estados Unidos, Kuwait, Inglaterra, China, Marruecos, Berlín, París, Roma y Viena. En 2009 dio una serie de conferencias en la Galería Nacional de Bellas Artes de Jordania.
Cuando era estudiante de arte, al-Akhal participó en una exposición colectiva titulada El refugiado palestino. También participaron en la exposición Nuhad Sabasi e Ismail Shammout. De 1957 a 1960, enseñó arte en el Colegio Femenino Makassed de Beirut. En 1959, se casó con Ismail Shammout y, ese mismo año, ambos colaboraron en una exposición colectiva. Su marido murió en 2006.
Su arte ha aparecido en más de una docena de portadas de Palestinian Affairs, revista publicada por la Organización para la Liberación de Palestina (OLP). También fue jefa de la sección de Arte y Patrimonio de la OLP. Con su marido pintó una serie de grandes murales conocidos como "Palestina": El Éxodo y la Odisea". Tras el cierre de la sección de Jerusalén de la OLP en 1966, Al-Akhal y Shammout regresaron a Beirut.
"Es sabido que un artista debe articular la verdadera esencia y el espíritu de la época en la que vive, independientemente del tema que trate. El arte nunca será el arte del pasado o del presente, sino arte para todos los tiempos, y para ser inmortal, debe ser original y fiel a los hechos".